# Macromotettixoides jiuwanshanensis
Macromotettixoides jiuwanshanensis är en insektsart som beskrevs av Zheng, Z., Z. Wei och G. Jiang 2005. Macromotettixoides jiuwanshanensis ingår i släktet Macromotettixoides och familjen torngräshoppor. Inga underarter finns listade i Catalogue of Life.